# Coreaú (microregio)
Coreaú is een van de 33 microregio's van de Braziliaanse deelstaat Ceará. Zij ligt in de mesoregio Noroeste Cearense en grenst aan de microregio's Litoral de Camocim e Acaraú in het noorden en noordwesten, Ibiapaba in het westen en zuidwesten, Sobral in het zuidoosten en noordoosten en Meruoca in het oosten. De microregio heeft een oppervlakte van ca. 2069 km². Midden 2004 werd het inwoneraantal geschat op 53.713.
Vier gemeenten behoren tot deze microregio:
- Coreaú
- Frecheirinha
- Moraújo
- Uruoca

Mesoregio's: Centro-Sul Cearense · Jaguaribe · Metropolitana de Fortaleza · Noroeste Cearense · Norte Cearense · Sertões Cearenses · Sul Cearense

Microregio's: Baixo Curu · Baixo Jaguaribe · Barro · Baturité · Brejo Santo · Canindé · Cariri · Caririaçu · Cascavel · Chapada do Araripe · Chorozinho · Coreaú · Fortaleza · Ibiapaba · Iguatu · Ipu · Itapipoca · Lavras da Mangabeira · Litoral de Aracati · Litoral de Camocim e Acaraú · Médio Curu · Médio Jaguaribe · Meruoca · Pacajus · Santa Quitéria · Serra do Pereiro · Sertão de Crateús · Sertão de Inhamuns · Sertão de Quixeramobim · Sertão de Senador Pompeu · Sobral · Uruburetama · Várzea Alegre